# Gabinete Baden
El Gabinete Baden (en alemán: Kabinett Baden) fue el último gobierno de iure del Imperio alemán. Se formó el 4 de octubre de 1918 por el príncipe Maximiliano von Baden, que había sido designado como canciller el día anterior por el emperador Guillermo II. Fue el primer gabinete del Imperio que incluyó miembros del Partido Socialdemócrata de Alemania (SPD). Al ser modificada la Constitución del Imperio a fines de octubre de 1918 (las llamadas "Oktoberreformen" o reformas de Octubre), el gabinete pasó a rendir cuentas y obtener la confianza del Reichstag, el parlamento. Anterior a esto, los gobiernos eran designados y respondían únicamente al Emperador.
El gabinete estaría en el cargo solo hasta el 9 de noviembre de 1918. Como resultado de la Revolución de Noviembre, Maximiliano von Baden renunció ese día, después de haber anunciado la abdicación del emperador. El socialdemócrata Friedrich Ebert asumió el cargo de canciller.

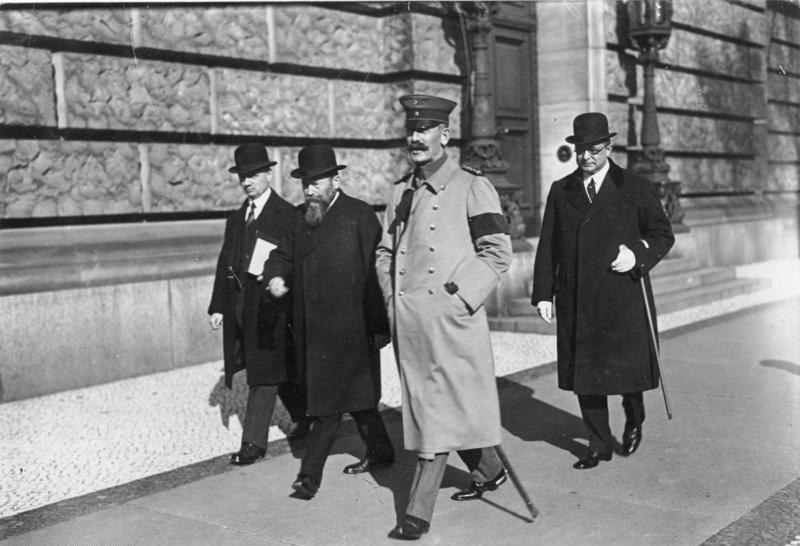
Max von Baden con el Vicecanciller von Payer (segundo desde la izquierda), Erhard Eduard Deutelmoser (izquierda, portavoz de prensa del Canciller) y Wilhelm von Radowitz (derecha, jefe de la Cancillería del Reich) en camino hacia el Reichstag, octubre de 1918.

## Composición
Los miembros del gabinete (la mayoría de ellos) fueron conocidos como ministros de estado o "secretarios de estado", fueron los siguientes:
| Cargo                                    | Titular                               | Período                                       | Partido                        |
| ---------------------------------------- | ------------------------------------- | --------------------------------------------- | ------------------------------ |
| Canciller                                | Max von Baden                         | 4 de octubre de 1918 - 9 de noviembre de 1918 | Ninguno                        |
| Rector                                   | Friedrich von Payer                   | 4 de octubre de 1918 - 9 de noviembre de 1918 | FVP                            |
| Ministro de Relaciones Exteriores        | Wilhelm Solf                          | 4 de octubre de 1918 - 9 de noviembre de 1918 | Ninguno (Liberal)              |
| Ministro del Interior                    | Max Wallraf                           | 4 de octubre de 1918 - 6 de octubre de 1918   | Centro                         |
| Ministro del Interior                    | Karl Trimborn                         | 6 de octubre de 1918 - 9 de noviembre de 1918 | Ninguno (Conservador)          |
| Ministro de Justicia                     | Paul von Krause                       | 4 de octubre de 1918 - 9 de noviembre de 1918 | Ninguno (Nacionalista liberal) |
| Ministro de la Marina                    | Ernst Karl August Klemens von Mann    | 4 de octubre de 1918 - 9 de noviembre de 1918 | Ninguno                        |
| Ministro de Economía                     | Hans Karl von Stein a Nord- y Ostheim | 4 de octubre de 1918 - 9 de noviembre de 1918 | Ninguno                        |
| Ministro de Alimentación                 | Wilhelm von Waldow                    | 4 de octubre de 1918 - 9 de noviembre de 1918 | Ninguno (Conservador)          |
| Ministro del Trabajo                     | Gustav Bauer                          | 4 de octubre de 1918 - 9 de noviembre de 1918 | SPD                            |
| Ministro de Asuntos Postales             | Otto Rudlin                           | 4 de octubre de 1918 - 9 de noviembre de 1918 | Ninguno                        |
| Ministro del Tesoro                      | Siegfried Count von Roedern           | 4 de octubre de 1918 - 9 de noviembre de 1918 | Ninguno                        |
| Ministro de la Oficina Imperial Colonial | Wilhelm Solf                          | 4 de octubre de 1918 - 9 de noviembre de 1918 | Ninguno (Liberal)              |
| Ministros sin cartera                    | Philipp Scheidemann                   | 4 de octubre de 1918 - 9 de noviembre de 1918 | SPD                            |
| Ministros sin cartera                    | Matthias Erzberger                    | 4 de octubre de 1918 - 9 de noviembre de 1918 | Centro                         |
| Ministros sin cartera                    | Adolf Gröber                          | 4 de octubre de 1918 - 9 de noviembre de 1918 | Centro                         |
| Ministros sin cartera                    | Conrad Haußmann                       | 4 de octubre de 1918 - 9 de noviembre de 1918 | FVP                            |

- Datos: Q871821